# ريتشارد إرفينغ بومان
ريتشارد إرفينغ بومان (بالإنجليزية: Richard Irving Bowman)‏ هو فنان أمريكي، ولد في 15 مارس 1918، وتوفي في 2001.